# NGC 2781
NGC 2781 ist eine linsenförmige Galaxie vom Hubble-Typ SB0-a im Sternbild Wasserschlange südlich des Himmelsäquators. Sie ist schätzungsweise 83 Millionen Lichtjahre von der Milchstraße entfernt.
Das Objekt wurde am 8. Februar 1785 von William Herschel entdeckt.